# Thea Beckman
Thea Beckman, schrijversnaam van Theodora (Thea) Beckmann-Petie (Rotterdam, 23 juli 1923 – Bunnik, 5 mei 2004), was een Nederlandse schrijfster van (historische) kinder- en jeugdboeken en verhalen.

## Levensloop
De schrijfster trouwde op 11 juli 1945 met Dirk Hendrik Beckmann (1912-1993), met wie ze twee zonen en een dochter kreeg. Ze gebruikte de schrijversnaam Thea Beckman, met één n, op verzoek van haar uitgever, die de naam Beckmann te Duits vond overkomen.
Beckman is sociale psychologie gaan studeren aan Universiteit Utrecht toen haar kinderen het huis uit gingen. Ze studeerde naar eigen zeggen vooral om haar frustraties op te ruimen. Ze vond het als kind al heerlijk om naar school te gaan. Maar door de economische crisis van de jaren dertig kwam haar vader zonder werk en daarna brak de Tweede Wereldoorlog uit. Ze was blij dat ze alsnog gestudeerd had. Ze koos voor sociale psychologie omdat ze geïnteresseerd was in de mens en deze studie goed te combineren was met schrijven. In 1981 studeerde ze af met een scriptie over de invloed van boeken op kinderen.
Beckman wist al op haar elfde dat ze schrijfster wilde worden. Tijdens het schrijven zette ze muziek op. Het liefst had ze spannende muziek aan, dan kreeg ze naar eigen zeggen een spannend verhaal. Voordat ze met schrijven begon, trof ze veel voorbereidingen. Ze verzamelde zo veel mogelijk gegevens en ging samen met haar man op reis. Na het overlijden van haar man bleef ze reizen, hoewel met minder plezier. Veel van de boeken van Beckman hebben een historische achtergrond. Ze schreef naar eigen zeggen gewoon een boek, zoals ze vond dat het geschreven moest worden. Ze deed dat zo spannend, interessant en zo goed mogelijk. Daarbij romantiseerde ze de historie, omdat ze vooral spannende en avontuurlijke boeken wilde schrijven. "En wie het op wil pikken, gaat zijn gang maar", aldus Thea Beckman.
Beckmans bekendste boek is Kruistocht in spijkerbroek uit 1973 waarvoor zij in 1974 de Gouden Griffel kreeg en een Europese prijs voor het beste historische jeugdboek. Dit boek gaat over de kinderkruistocht van 1212. In 2003 werd de 80ste verjaardag van Beckman uitgebreid gevierd in Utrecht. Haar uitgever Lemniscaat presenteerde toen ook haar laatste boek, Gekaapt. Ook werd aangekondigd dat Kruistocht in Spijkerbroek verfilmd zou gaan worden. Het scenario voor deze film is nog uitgebreid met Thea Beckman besproken, maar het eindresultaat heeft zij niet meer gezien omdat de film uitkwam toen ze al overleden was. In 2005/2006 is het verfilmd door Ben Sombogaart onder de titel Crusade in Jeans. In 2008 werd het boek door het Nationaal Jeugd Musical Theater bewerkt tot de musical Kruistocht in spijkerbroek.
In haar tweede trilogie (bestaande uit Kinderen van Moeder Aarde, Het helse paradijs en Het Gulden Vlies van Thule) heeft Beckman een vrouwenmaatschappij op touw gezet. Mensen deugden volgens haar niet, maar ze veronderstelde dat als vrouwen op hun eigen wijze het land zouden kunnen besturen, ze waarschijnlijk wel vreedzamer met elkaar en de aarde zouden omgaan. Een ideologie had Beckman niet. Ze was niet godsdienstig en het socialisme, communisme en liberalisme trokken haar ook niet. Haar hele carrière lang is ze een feminist genoemd, soms als geuzennaam en soms als scheldwoord. Zelf heeft ze het altijd belangrijk gevonden zelfvoorzienend te zijn. Het was haar voormalig uitgever die voorstelde een historische roman over een pittig meisje te schrijven, wat uiteindelijk het boek Hasse Simonsdochter werd. Naar eigen zeggen is dit de enige keer dat het niet toevallig was dat ze op een soortgelijk karakter uitkwam.
Ze stierf op 80-jarige leeftijd in haar woning in Bunnik. Ze werd gecremeerd in Crematorium Daelwijck in Utrecht.
De gemeente Bunnik eerde haar in 2016 door een pad naar haar te vernoemen. Dit pad ligt tegenover de straat waar ze jarenlang woonde.
In 2024, twintig jaar na het overlijden van Thea Beckman, publiceerde literair journalist Vivian de Gier de biografie van Thea Beckman: Geef me de ruimte. Het eigenzinnige leven van Thea Beckman. Met deze goed ontvangen biografie promoveerde De Gier aan de Universiteit Maastricht en kreeg zij een C.C.S. Cronestipendium toegekend voor literair talent.

## Thea Beckmanprijs
Na haar overlijden vernoemt het Historisch Nieuwsblad de in 2003 ingestelde Bontekoeprijs (voor beste historische jeugdboek) naar Beckman. In 2009 werd de prijs onder de naam Archeonprijs uitgereikt, maar vanaf 2011 weer als Thea Beckmanprijs.

## Literaire prijzen

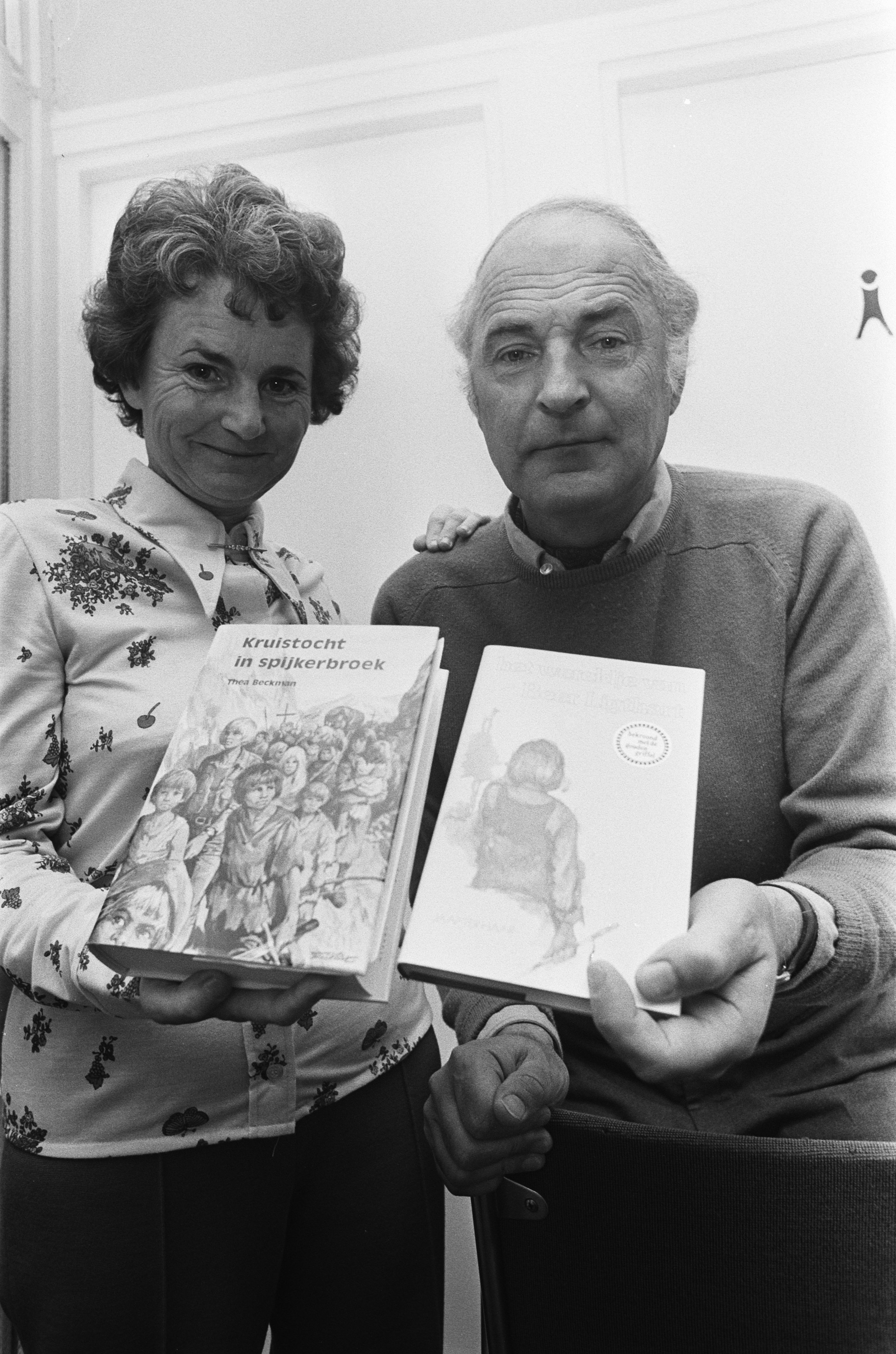
Gouden Griffel 1974, met Jaap ter Haar

- Zilveren Griffel 1971 voor Met Korilu de Griemel rond.
- Gouden Griffel 1974 voor Kruistocht in spijkerbroek.
- Prijs van de Amstelveense, Amsterdamse, Rotterdamse, Haagse en Nijverdalse Kinderjury voor Mijn vader woont in Brazilië.
- Prix de la Divulgation historique 1976 voor Kruistocht in spijkerbroek.
- Zilveren Griffel 1980 voor Stad in de storm.
- Vlag en Wimpel 1981 voor Wij zijn wegwerpkinderen.
- Huib de Ruyter-prijs 1984 van de Vereniging van docenten geschiedenis en staatsinrichting in Nederland voor haar historische romans.
- Eervolle vermelding van de Nederlandse Kinderjury 1988 (13-16 jaar) voor Het helse paradijs.
- Prijs van de Nederlandse Kinderjury 1989 (6-9 jaar) voor Een bos vol spoken.
- Prijs van de Nederlandse Kinderjury 1989 (13-16 jaar) voor De val van de Vredeborch.
- Eervolle vermelding van de Nederlandse Kinderjury 1990 (13-16 jaar) voor Het Gulden Vlies van Thule
- Eervolle vermelding van de Nederlandse Kinderjury 1991 (10-12 jaar) voor Het geheim van Rotterdam.
- Prijs van de Nederlandse Kinderjury 1991 (13-16 jaar) voor Het geheim van Rotterdam
- Eervolle vermelding van de Nederlandse Kinderjury 1993 (13-16 jaar) voor De Stomme van Kampen.
- Dr. Fehrman-prijs 1993 van de stad Kampen
- Eervolle vermelding van de Nederlandse Kinderjury 1994 (10-12 jaar) voor De verloren schat.
- Eervolle vermelding van de Nederlandse Kinderjury 1995 (13-16 jaar) voor De doge-ring van Venetië.
- Eervolle vermelding van de Nederlandse Kinderjury 1997 (13-16 jaar) voor Saartje Tadema.
- Historisch Nieuwsblad Bontekoeprijs 2003 voor Gekaapt.

Thea Beckman was lid van de jury voor de Kluwer-prijs 1985 en in 1986.